# Misturatosphaeria uniseptata
Misturatosphaeria uniseptata är en svampart som beskrevs av Mugambi, A.N. Mill. & Huhndorf 2009. Misturatosphaeria uniseptata ingår i släktet Misturatosphaeria och familjen Lophiostomataceae.   Inga underarter finns listade i Catalogue of Life.